# Guardia costiera ausiliaria
La Guardia Costiera Ausiliaria (GCA) è un'associazione di volontariato nata dalla condivisione di intenti di una cordata di associazioni già operanti in ambito di soccorso e tutela del mare, quali la Associazione Nazionale del Consolato del Mare, la Società Nazionale di Salvamento, la Assistenza Mare Italia, la Associazione Nazionale per la Nautica da Diporto - Assonautica e la FIR CB, che opera supportando le attività del Corpo delle capitanerie di porto - Guardia costiera con compiti di protezione civile. A questo ruolo aggiunge servizi di soccorso marittimo e di tutela ambientale, dove sempre coadiuvata dalla Guardia Costiera svolge interventi di disinquinamento. Opera anche in aree lacustri e fluviali, oltre che nelle emergenze in terraferma.

## Struttura
Tramite 11 coordinamenti regionali e le sezioni locali, la Guardia Costiera Ausiliaria può svolgere vari compiti, dal soccorso in mare al monitoraggio di specie dannose (come la zanzara tigre), dal servizio ambulanze , all'organizzazione di corsi per soccorso e nautica.
La sede nazionale è ubicata a Genova in Via Milano 71 tel. 840 001 600